# Always and Forever (episodio de The Originals)
Always and Forever es el primer episodio y estreno de la primera temporada y el segundo episodio a lo largo de la serie estadounidense de drama y ciencia ficción, The Originals. El episodio fue escrito por Julie Plec y Michael Narducci, dirigido por Chris Grismer y fue estrenado el 3 de octubre de 2013.
Elijah viaja a Nueva Orleans tras enterarse de que Klaus llegó a la ciudad para intentar parar una conspiración que se está gestando en su contra. Al llegar, descubre que todo es distinto a la última vez que su familia estuvo ahí, pues Marcel, el antiguo protegido de Klaus tiene el control total de la ciudad y las brujas están subyugadas y se les ha prohibido practicar la magia. Decidido a ayudar a su hermano, Elijah pronto se entera de que Hayley también ha llegado al barrio francés en busca de pistas sobre su historia familiar y ha caído en manos de una poderosa bruja llamada Sophie, quien manipula a Elijah para conseguir la ayuda de Klaus para poder derrocar a Marcel.

## Elenco y personajes
- Joseph Morgan como Niklaus Mikaelson.
- Daniel Gillies como Elijah Mikaelson.
- Claire Holt como Rebekah Mikaelson.
- Phoebe Tonkin como Hayley Marshall.
- Charles Michael Davis como Marcel Gerard.
- Daniella Pineda como Sophie Deveraux.
- Leah Pipes como Camille O'Conner.
- Danielle Campbell como Davina Claire.

## Continuidad
- Este es el segundo episodio en la continuidad de la serie, debido a que un piloto plantado fue presentado en la cuarta temporada de The Vampire Diaries.
- El episodio marca la primera aparición de Sabine.
- Este episodio cuenta los sucesos ocurridos en el piloto desde el punto de vista de Elijah.
- El episodio se apoya en escenas de episodios como Ordinary People (el primer flashback a los originales como humanos), The Sun Also Rises (Klaus rompiendo la maldición del Sol y la Luna), O Come, All Ye Faithful (Klaus asesinando a los híbridos) y The Originals (la mayoría de las escenas del episodio).

## Banda sonora[1]
| N.º | Intérprete                   | Título                   | Álbum               |
| --- | ---------------------------- | ------------------------ | ------------------- |
| 1   | Josh Dion                    | «Hard Heart»             |                     |
| 2   | Sharon Jones & The Dap-Kings | «This Land Is Your Land» | Naturally           |
| 3   | Ólafur Arnalds               | «Sudden Throw»           | For Now I Am Winter |
| 4   | Kermit Ruffins               | «Wake Up Neesie»         | Big Easy            |
| 5   | TV on the Radio              | «New Cannonball Blues»   | Nine Types of Light |

## Recepción

### Respuesta crítica
Eric Goldman de IGN calificó al episodio piloto como bueno y le otorgó una puntuación de 7.0, diciendo: «The Originals toma una táctica interesante con su primer episodio ya que posee toneladas de tramas que fueron creadas en The Vampire Diaries, lo cual dejó a los productores en un aprieto. Ellos quieren que esta serie sea accesible a nuevos espectadores, pero eso significa que tienen que explicar cosas que los seguidores de la serie madre ya conocen. ¿La solución? Mostrarnos eventos que ya hemos visto pero con una perspectiva diferente y con nuevos detalles añadidos. En sí, el episodio debut de The Originals es un sólido comienzo para la serie. Pero el hecho de que repite momentos que los espectadores de The Vampire Diaries ya han visto, sólo aumenta el deseo de descubrir lo que realmente viene a continuación».

### Audiencias
Always and Forever fue visto por 2.21 millones de espectadores de acuerdo con Nielsen Media Research, recibiendo 1.0 millones entre los espectadores 18-49 años.